# قایق تندرو آذرخش
| قایق موشک‌انداز کلاس C-14             | قایق موشک‌انداز کلاس C-14           |
| ------------------------------------ | ---------------------------------- |
| قایق آذرخش در رزمایش دریایی ولایت ۹۰ |                                    |
| اطلاعات کلی                          |                                    |
| نوع کشتی                             | قایق سبک تهاجمی موشک‌انداز          |
| کشور سازنده                          | ایران                              |
| مشخصات                               |                                    |
| طول کشتی                             | ۲۳ متر                             |
| پهنای بدنه                           | ۴ متر                              |
| ارتفاع ستون                          | ۱ متر                              |
| بارگیری استاندارد                    | ۲۰ تن                              |
| نوع موتور                            | دو موتور دیزلی متصل به دو محور شفت |
| تعداد خدمه                           | ۱۰ نفر                             |
| سرعت                                 | ۵۰ گره دریایی (۹۳ کیلومتر در ساعت) |
| برد عملیاتی                          | ۵۰۰ کیلومتر                        |
| جنگ‌افزارها                           |                                    |
| رادار                                | رادار کاوش سطحی                    |
| سرنوشت                               |                                    |

قایق‌های تندرو آذرخش از انواع قایق‌های دوبدنه سبک موشک انداز محسوب می‌شوند و بر اساس قایق گربه چینی در ایران تولید شده است. امکان مسلح سازی آن با رده‌های مختلفی از سلاحهای سبک ضد کشتی وجود دارد. از سال ۱۳۸۰ در خدمت نیروی دریایی سپاه پاسداران آمده است.

## تسلیحات
آذرخش به تیر بار ۱۲٫۷ میلیمتری در عقب، توپ ۲۳ میلیمتری تک لول در جلو، راکت انداز ۱۰۷ میلیمتری ۱۶ لوله (لوله بلند) بر بالای کابین و رادار جستجو با حداقل برد ۳۰ کیلومتر در بالای پرتابگر راکت مجهز شده است.